# Емлентон (Пенсільванія)
Емлентон (англ. Emlenton) — місто (англ. borough) в США, в округах Клеріон і Венанго штату Пенсільванія. Населення — 614 особи (2020).

## Географія
Емлентон розташований за координатами 41°10′49″ пн. ш. 79°42′31″ зх. д. / 41.18028° пн. ш. 79.70861° зх. д. (41.180245, -79.708550).  За даними Бюро перепису населення США в 2010 році місто мало площу 1,52 км², з яких 1,51 км² — суходіл та 0,01 км² — водойми.

## Демографія
Згідно з переписом 2010 року, у селищі мешкало 625 осіб у 285 домогосподарствах у складі 172 родин. Густота населення становила 412 осіб/км².  Було 335 помешкань (221/км²).
Расовий склад населення:
| - 99,0 % — білих - 0,6 % — азіатів - 0,2 % — чорних або афроамериканців |

До двох чи більше рас належало 0,2 %. Частка іспаномовних становила 0,6 % від усіх жителів.
За віковим діапазоном населення розподілялося таким чином: 19,5 % — особи молодші 18 років, 61,8 % — особи у віці 18—64 років, 18,7 % — особи у віці 65 років та старші. Медіана віку мешканця становила 43,3 року. На 100 осіб жіночої статі у селищі припадало 89,4 чоловіків;  на 100 жінок у віці від 18 років та старших — 82,2 чоловіків також старших 18 років.
Середній дохід на одне домашнє господарство  становив 52 208 доларів США (медіана — 43 056), а середній дохід на одну сім'ю — 58 604 долари (медіана — 58 295). Медіана доходів становила 42 333 долари для чоловіків та 33 393 долари для жінок. За межею бідності перебувало 25,9 % осіб, у тому числі 44,3 % дітей у віці до 18 років та 25,6 % осіб у віці 65 років та старших.
Цивільне працевлаштоване населення становило 312 осіб. Основні галузі зайнятості: виробництво — 21,5 %, освіта, охорона здоров'я та соціальна допомога — 16,3 %, науковці, спеціалісти, менеджери — 15,1 %.